# Serica parasquamosa
Serica parasquamosa är en skalbaggsart som beskrevs av Ahrens 2007. Serica parasquamosa ingår i släktet Serica och familjen Melolonthidae. Inga underarter finns listade i Catalogue of Life.